# リカルド・ロケット
リカルド・ロケット（Ricardo Lockette 1986年5月21日- ）はジョージア州アルバニー出身の元アメリカンフットボール選手。NFLのシアトル・シーホークスに所属していた。現役時代のポジションはワイドレシーバー。

## 経歴
フォートバレー州立大学時代は、NCAAディビジョンIIの陸上競技200m走チャンピオンだった。インディアナポリスで行われたNFLスカウトコンバインの40ヤード走りでは、WRでは最速、全体でも4番目に早い4秒37の記録を出したが2011年のNFLドラフトでは6巡での指名が予想されていたが、指名を受けなかった。
ロックアウト終了後、シアトル・シーホークスとドラフト外フリーエージェントで契約を結んだ。9月3日にシーホークスから解雇されたが、翌4日にプラクティス・スクワッドとして契約を結んだ。同年12月14日、53人のアクティブロースターに昇格、12月24日のサンフランシスコ・フォーティナイナーズ戦で44ヤードのレシーブを記録、翌年1月1日のアリゾナ・カージナルス戦ではマークするマーシャル・グレイを振り切って、61ヤードのTDレシーブをあげた。この年わずか2回のレシーブながら、2度ともビッグプレーを演じた。
2012年、シーズン開幕前の最終ロースターカットで解雇され、プラクティス・スクワッドとしてシーホークスと契約したが、9月18日に解雇された。その後9月25日、サンフランシスコ・フォーティナイナーズとプラクティス・スクワッドとして契約を結んだ。2013年、エースWRのマイケル・クラブツリーがアキレス腱を断裂した中、QBコリン・キャパニックとルームメートの彼は注目された。8月22日、セネカ・ウォレスをナイナーズが獲得した際に解雇された。9月1日、シカゴ・ベアーズとプラクティス・スクワッドとして契約したが、10月21日に解雇された。10月22日にシアトル・シーホークスに復帰した。
2014年、全16試合に出場し、11レシーブで195ヤード、2TDをあげた。
2015年のダラス・カウボーイズ戦のパントカバレッジの際、ジェフ・ヒースと激突、脳震盪を起こし、数分間意識を失った。このプレーでブラインドサイドからヒットしたヒースには15ヤードのペナルティが課された。
2016年5月12日に引退を表明した。

## 人物
2009年にテストステロンの陽性反応が出ている。2011年のドラフトコンバイン前には、クリス・ジョンソンが出したNFLスカウトコンバインでの40ヤード走記録、4秒24を更新すると発言、注目を集めた。